# Finningley
Finningley är en ort och civil parish i Doncaster i Storbritannien.   Den ligger i grevskapet South Yorkshire och riksdelen England, i den sydöstra delen av landet, 230 km norr om huvudstaden London. Finningley ligger 8 meter över havet och antalet invånare är 4 138.
Terrängen runt Finningley är mycket platt. Runt Finningley är det ganska tätbefolkat, med 172 invånare per kvadratkilometer. Närmaste större samhälle är Doncaster, 10,1 km väster om Finningley. Trakten runt Finningley består till största delen av jordbruksmark.